# St. Moritz
Sankt Moritz (italiensk San Maurizio, rætoromansk San Murezzan, fransk Saint-Moritz) er en alpelandsby med 4.994 (2017) indbyggere i den schweiziske kanton Graubünden. Byen er berømt som kursted og vintersportssted.
St. Moritz arrangerede de olympiske vinterlege i 1928og 1948. St. Moritz begyndte som vintersportssted allerede i 1864.

## Galleri
- VM i alpint skiløb
- Sommer i St. Moritz
- Vinter i St. Moritz
- St. Moritz bymidte